# Любовь и смерть (мини-сериал)
«Любовь и смерть» (англ. Love and Death) — американский мини-сериал 2023 года, главные роли в котором сыграли Элизабет Олсен, Лили Рэйб, Кристен Риттер и Джесси Племонс. Выходил на HBO Max, был номинирован на премии «Золотой глобус», «Выбор критиков», «Эмми».

## Сюжет
В основу сюжета легла реальная история, которая произошла в 1980-х годах. Примерная домохозяйка из Техаса Кэнди Монтгомери из-за ревности зарубила топором свою лучшую подругу. На этом же сюжете основан мини-сериал «Кэнди».

## В ролях
- Элизабет Олсен — Кэнди Монтгомери
- Лили Рэйб — Бетти Гор
- Патрик Фьюгит — Пэт Монтгомери
- Джесси Племонс — Аллан Гор
- Кристен Риттер — Шерри Клеклер
- Том Пелфри — Дон Краудер
- Элизабет Марвел — Джеки Пондер
- Кейр Гилкрист — Рон Адамс

## Создание и оценки
Проект был анонсирован в мае 2021 года. Главная роль изначально предназначалась Элизабет Олсен, в том же месяце к касту присоединился Джесси Племонс, в июне — Патрик Фьюгит, Лили Рэйб, Элизабет Марвел, Том Пелфри, Кристин Риттер. Съёмки проходили в Техасе с сентября 2021 года по февраль 2022. Премьера состоялась 27 апреля 2023 года на HBO Max. 7 сентября того же года сериал начал выходить на потоковой платформе ITV в Великобритании.
На сайте-агрегаторе отзывов Rotten Tomatoes «Любовь и смерть» получили рейтинг 62 % при средней оценке 6,5 из 10. Обозреватель Variety Герман Элисон счёл сериал неплохо снятым, но малооригинальным. Схожую оценку дал рецензент «Киноафиши», отметив к тому же, что зритель не получает ответа на вопрос о том, как банальная любовная интрижка могла привести к кровавым событиям. Рецензент «Фильм.ру» Егор Козкин охарактеризовал «Любовь и смерть» как «заезженную криминальную хронику», авторы которой недооценивают свою публику.
Сериал был номинирован на премию Британской телевизионной академии, а также на премии «Выбор критиков» (в двух категориях), «Золотой глобус» и «Эмми».

## Список эпизодов
| № | Название                        | Режиссёр            | Автор сценария < | Дата премьеры  |
| - | ------------------------------- | ------------------- | ---------------- | -------------- |
| 1 | «Охотница» «The Huntress»       | Лесли Линка Глаттер | Дэвид Э. Келли   | 27 апреля 2023 |
| 2 | «Знакомства» «Encounters»       | Лесли Линка Глаттер | Дэвид Э. Келли   | 27 апреля 2023 |
| 3 | «Ступенька» «Stepping Stone»    | Лесли Линка Глаттер | Дэвид Э. Келли   | 27 апреля 2023 |
| 4 | «Не делай зла» «Do No Evil»     | Лесли Линка Глаттер | Дэвид Э. Келли   | 4 мая 2023     |
| 5 | «Арест» «The Arrest»            | Кларк Джонсон       | Дэвид Э. Келли   | 11 мая 2023    |
| 6 | «Большая вершина» «The Big Top» | Кларк Джонсон       | Дэвид Э. Келли   | 18 мая 2023    |
| 7 | «сссшшш» «Ssssshh»              | Лесли Линка Глаттер | Дэвид Э. Келли   | 25 мая 2023    |